# موسى أبو صبحة
موسى أبو صبحة (1953-) هو سياسي فلسطيني من مواليد مدينة يطا جنوب الخليل. درس المرحلة الأساسية في مدارس يطا، وحصل على شهادة الثانوية العامة عام 1972، وفي عام 1979، حصل على شهادة البكالوريوس في الرياضيات من الجامعة الأردنية. عمل معلمًا في ليبيا والجزائر، وفي الكلية العربية في الأردن، كما عمل محاضرًا في رابطة الجامعيين في الخليل لمدة أحد عشر عامًا، كما عمل في الأجهزة الأمنية.

## عمله السياسي
شارك أبو صبحة في العمل الوطني منذ دراسته في الثانوية العامة وذلك من خلال مشاركته في المظاهرات الرافضة للاحتلال، ثم انتمى للإخوان المسلمين في الجامعة، وانضم بعدها إلى حركة فتح، ونشط في العمل مع الحركة في كل من الأردن والجزائر، وعمل بعدها ضمن الشبيبة الطلابية في فلسطين. في عام 1996، انتخب عضوًا في المجلس التشريعي، ثم أصبح رئيسًا للجنة التعبئة والتنظيم في فتح في عام 2007، وعمل مع فيصل الحسيني ضمن اللجان الفنية للمفاوضات، وشارك في تشكيل جهاز الأمن الوقائي في فلسطين، وشغل منصب عضوًا في مجلس بلدية يطا حتى عام 2019. اعتقل لأول مرة عام 1981 لمدة عامين، ثم اعتقل بعدها مرات كثيرة، ومنع من السفر في الفترة منذ اعتقاله الأول حتى عام 2011.